# L'Arbre de sang
Pour plus de détails, voir Fiche technique et Distribution.
L'Arbre de sang (El árbol de la sangre) est un film espagnol réalisé par Julio Medem, sorti en octobre 2018 en Espagne et disponible mondialement sur la plateforme de streaming Netflix depuis 2019.

## Synopsis
Lorsqu'un jeune couple écrit l’histoire croisée de leurs deux familles, des secrets douloureux refont surface et une confession va tout changer.

## Fiche technique
- Titre : L'Arbre de sang
- Titre original : El árbol de la sangre
- Réalisation : Julio Medem
- Scénario : Julio Medem et Scott Page-Pagter
- Photographie : Kiko de la Rica
- Musique : Lucas Vidal
- Pays d'origine : Espagne
- Langue originale : espagnol
- Dates de sortie : 
  -  Espagne : 31 octobre 2018
  -  France : 8 février 2019 (sur Netflix)

## Distribution
- Úrsula Corberó (VF : Marie Bouvet) : Rebeca
- Álvaro Cervantes (VF : Marc Arnaud) : Marc
- Najwa Nimri (VF : Nayéli Forest) : Macarena
- Daniel Grao (VF : Jérémie Bédrune) : Victor
- Patricia López Arnaiz (VF : Vanina Pradier) : Amaia
- Joaquín Furriel (VF : Sylvain Agaësse) : Olmo
- Ángela Molina : Julieta
- Luka Peroš : Dimitri
- Alba Planas: Rebeca[1]

 Source et légende : version française (VF) sur RS Doublage